# Mooie Keene
De Mooie Keene (of: Mooye Keene) was een zeearm van het Hollandsch Diep, die ontstaan is tijdens de Sint-Elisabethsvloed van 1421.
De Mooie Keene liep vanaf het Hollandsch Diep, als de huidige Roode Vaart, zuidwaarts het binnenland in. Dan boog ze af naar het westen, en zo zuidelijk langs Klundert, om aldaar weer naar het zuiden af te buigen. Bij de huidige buurtschap Barlaque kwam ze in de Dintel terecht. In de loop der eeuwen zijn grote delen van de Mooie Keene ingepolderd: Mancia Winterpolder, Henriëttepolder en dergelijke. De dijken van de voormalige zeearm zijn nog in het landschap te vinden, onder andere de Kreekdijk.
Overblijfselen van de Mooie Keene zijn de Keenehaven bij Standdaarbuiten en Klundert, de Verlamde Vaart daar tussenin, en een deel van de Roode Vaart. Het betreft voornamelijk smalle waterlopen.
Door de aanleg van het Haven- en industriegebied Moerdijk, omstreeks 1970, is een deel van loop van de Mooie Keene voorgoed uit het landschap verdwenen.

## Waterschap
Van 1886-1958 was de Mooie Keene bovendien de naam van een waterschap, dat werd gevormd uit 16 kleinere waterschappen die elk niet veel meer dan een polder omvatten, waaronder één dat ook reeds Mooie Keene heette. In 1880 werd bij Standdaarbuiten de Keenesluis een stoomgemaal in gebruik genomen, dat water uitsloeg op de Dintel.
Het waterschap Mooie Keene is in 1958 opgegaan in het Waterschap De Striene.